# ロジーナ・マントヴァーニ・グッティ

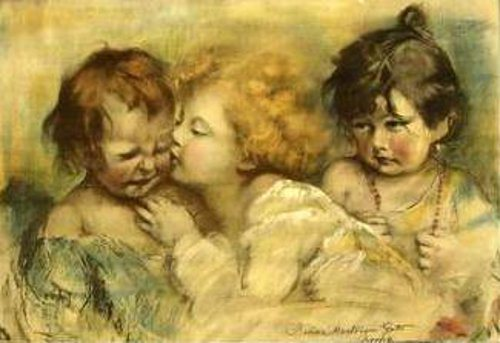
ロジーナ・マントヴァーニ・グッティ作「The Peacemaker」をもとにした版画

ロジーナ・マントヴァーニ・グッティ（Rosina Mantovani Gutti、1851年1月 – 1943年2月）はイタリアの画家である。女性や子供の絵を描いた。

## 略歴
ローマで生まれた。父親のアレサンドロ・マントヴァーニ（Alessandro Mantovani: 1814–1892）はフェラーラの出身で1835年にローマに移ってきて宮殿の装飾画を描いた画家であり、父親から絵を学んだ。特にデッサンやパステル画、水彩画の技術に習熟し、人物画、特に女性と子供を描いた作品を制作した.。
ロジーナ・マントヴァーニ・グッティはロンドンで活動し、フランクフルト・アム・マインに長く滞在した後、20世紀の初めからパリに住んだ。
1899年にトリノの展覧会に何点かのパステル画を出展し、1905年の5月に2週間ほどパリの画廊（Henri Graves Gallery）で個展を開いた。1905年にイギリスで出版された200人の女性画家と女性画家の作品を掲載した「Women Painters of the World」（ウォルター・ショー・スパロー著）にもグッティは掲載された。この本に掲載された作品である「The Peacemaker」は後にオーストラリアで第一次世界大戦の戦時公債募集のポスターのデザインに用いられた。
1937年にベルリンで開催された「1800年から現代までのイタリア美術の展覧会」に出展する画家の一人にも選ばれた。
1943年にローマで亡くなった。娘のエマニュエラ・ファブリコッティ（Emanuela Fabbricotti Gutti）も画家になった。

## 作品

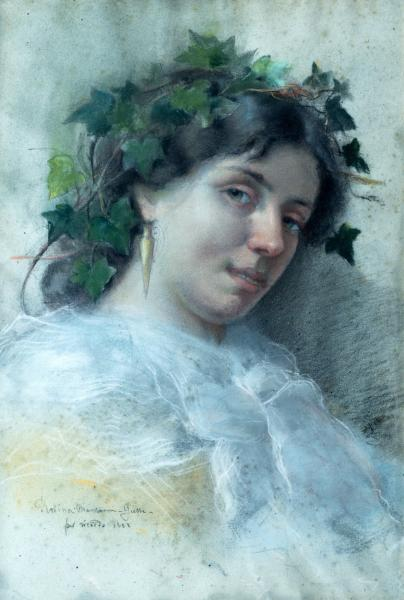
若い女性の肖像画 (1888)
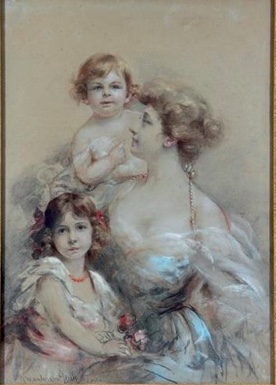
Chasseloup-Laubat侯爵夫人と娘たち